# Hans Schnetzer

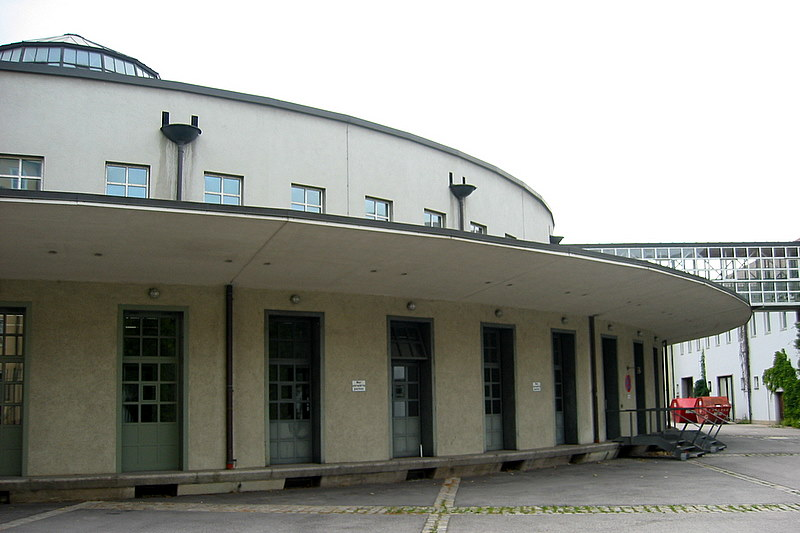
Paketzustellamt in München, vor 2009

Hans Heinrich Schnetzer (* 28. April 1894 in Ludwigshafen am Rhein; † 10. Januar 1994 in München) war ein deutscher Architekt und Baubeamter der Postbauschule.

## Leben
Hans Schnetzer war der Sohn von Johann (Hans) Schnetzer, der ein Mitbegründer der Zeitschrift „Bayerische Blätter für Volkskunde“ war.
Schnetzer entwarf während seiner Tätigkeit in der Oberpostdirektion München von 1925 bis 1959 zahlreiche Postbauten in München und dem Alpenvorland. Auch an den herausragenden Bauvorhaben der Postbauschule wie der Tela-Post, dem Paketzustellamt oder der Versuchssiedlung an der Arnulfstraße war Schnetzer beteiligt. 1934 meldete er sich freiwillig als Leutnant der Reserve zum Militär, um dem Druck, der NSDAP beizutreten, auszuweichen. Bis 1939 nahm er an mehreren Übungen teil, wurde dann jedoch von seinem Vorgesetzten Franz Holzhammer für unabkömmlich in der Bauabteilung erklärt. Er war auch an Untersuchungen zur Neugestaltung der Hauptstadt der Bewegung unter Hermann Giesler mit beteiligt. 1959 wurde Schnetzer pensioniert.

## Werke (Auswahl)

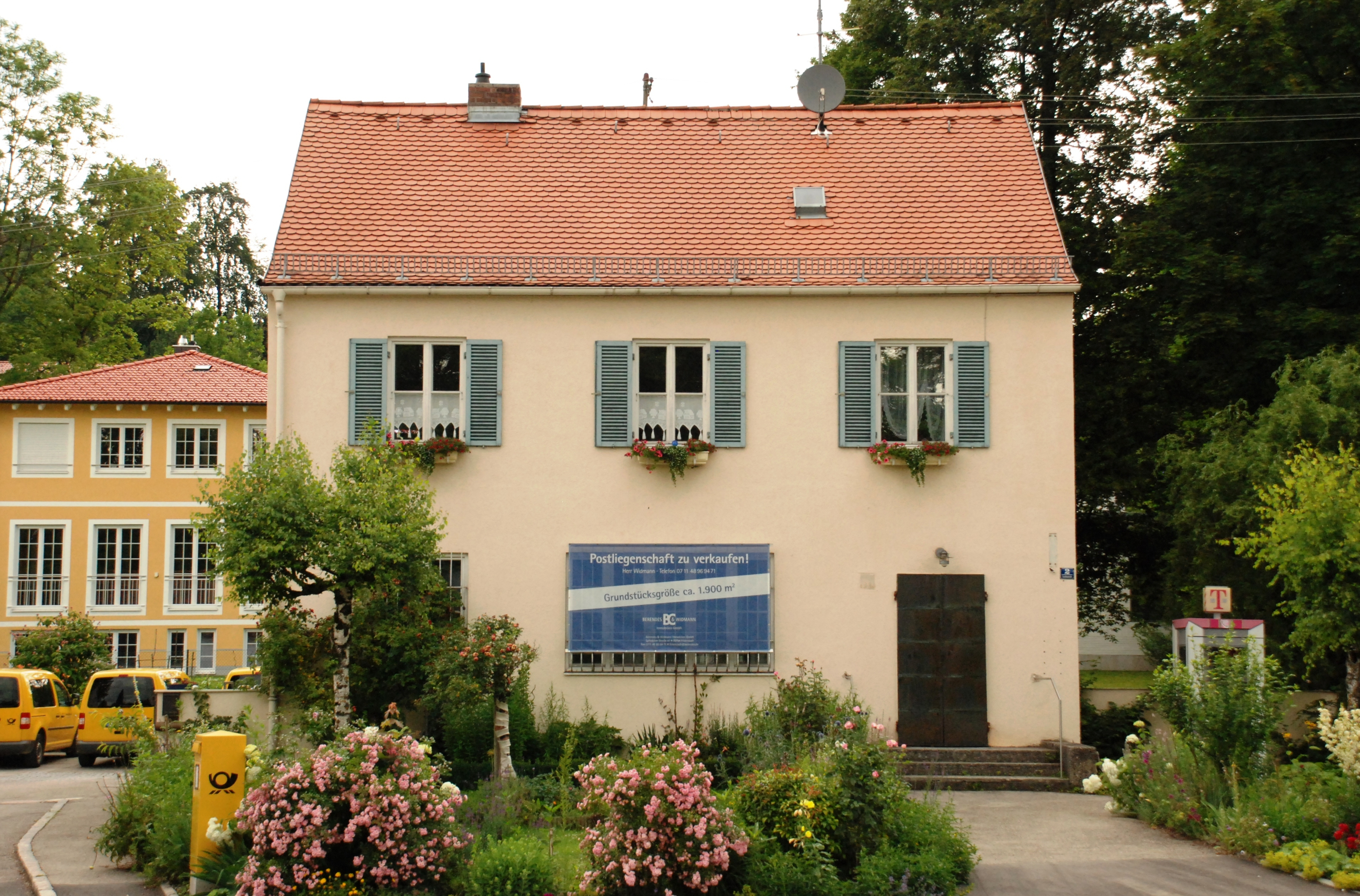
Postamt in Ebenhausen

### Postgebäude
- 1923: Postamt in Berchtesgaden (mit Robert Vorhoelzer und Wilhelm Schütte)
- 1925: Postamt in Hergatz (mit Georg Werner)
- 1926–1927: Paketzustellamt in München (mit Robert Vorhoelzer und Franz Holzhammer)
- 1926–1927: Postamt in Pfaffenhofen an der Ilm (mit Robert Vorhoelzer, Franz Holzhammer, Heinz Moll, Sigmund Schreiber)
- 1926–1928: Postamt, Kraftwagenhalle und Wohnhaus in Starnberg (mit Robert Vorhoelzer und Hanna Löv)
- 1927: Postamt in Grafing (mit Robert Vorhoelzer)
- 1927: Postamt in Solln (mit Robert Vorhoelzer, Sigmund Schreiber, Herbert Landauer, Walther Schmidt und Ernst Ott)
- 1928–1929: Kraftwagenhalle in Garmisch (mit Robert Vorhoelzer und Franz Denzinger)
- 1929–1930: Postamt Tegernseer Platz 7 in München (mit Robert Vorhoelzer und Walther Schmidt)
- 1934: Postamt in Ebenhausen (mit Franz Holzhammer)
- 1934: Postamt in Wolfratshausen (mit Franz Holzhammer)
- 1935: Postamt in Obersalzberg (mit Franz Holzhammer)
- 1937: Postamt in Übersee (mit Franz Holzhammer und Georg Bleicher)
- Postamt in Bad Schachen
- Postamt an der Fürstenrieder Straße in München
- Postamt am Max-Weber-Platz in München (Entwurf)
- Postamt am Altheimer Eck in München (Entwurf)
- Großes Fernamt in München-Schwabing (Entwurf)
- Wiederaufbau des Postamts am Max-Joseph-Platz in München

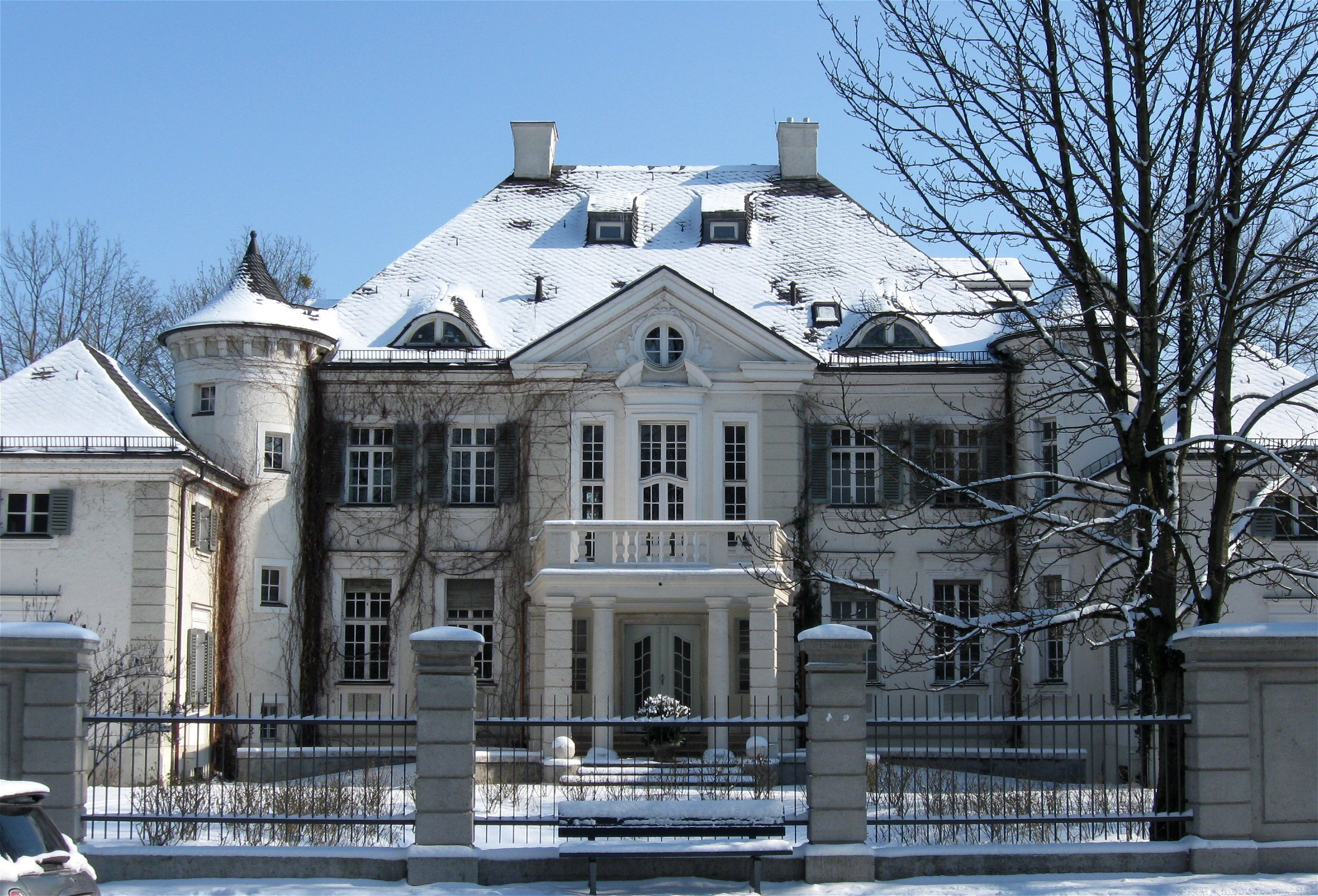
„Präsidentenvilla“ an der Waisenhausstraße in München

- Wiederaufbau des Postamts am Färbergraben in München
- zahlreiche Verstärkerämter

### Wohngebäude
- 1926: Wohngebäude in Bad Tölz
- 1927–1928: Wohngebäude in Neu-Ulm (mit Georg Werner und Eduard Härtinger)
- 1928: Versuchssiedlung an der Arnulfstraße in München (mit Robert Vorhoelzer, Walther Schmidt, Hanna Löv, Heinz Schmeißner, Magnus Mayer und Erna Meyer)
- Wohngebäude am Romanplatz in München
- Wohngebäude an der Landshuter Allee in München

### Sonstige
- 1927: Präsidentenvilla an der Waisenhausstraße in München (mit Robert Vorhoelzer und Walther Schmidt)
- 1930: Landerziehungsheim in Schondorf (mit Robert Vorhoelzer)
- Flughafen Riem

## Gedenken
In München-Schwabing wurde 2003 das „Schnetzerbrückerl“ im Gedenken an Hans Schnetzer als kurze Fußgänger- und Radfahrerbrücke errichtet.